# 鄱阳府
鄱阳府，中国古代的府。
元朝至正二十一年（1361年），朱元璋改饶州路置，治所在鄱阳县（今属江西省）。辖境相当今江西省鄱江流域（婺源县除外）和信江下游地区。寻改饶州府。